# ثقافة العري أو عري الثقافة

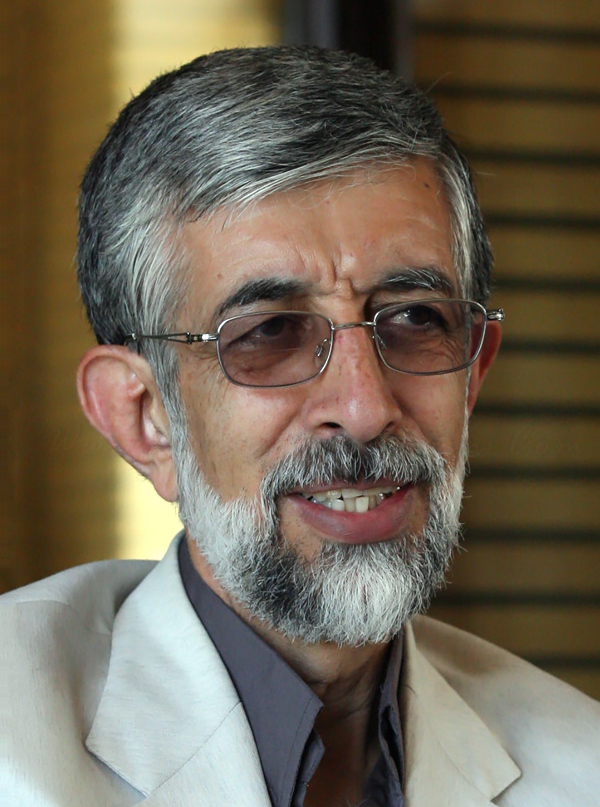
غلام علي حداد عادل مؤلف الكتاب

ثقافة العري أو عري الثقافة (بالفارسية: فرهنگ برهنگی و برهنگی فرهنگی) هو كتاب لغلام علي حداد عادل، كاتب وعالم وباحث وسياسي إيراني، ينتقد فيه الثقافة الغربية. ويركز الكتاب على قضية حقوق المرأة والحجاب، ويقول إن الملابس الغربية يختلف عن المجتمع الشرقي نظرا للاختلافات في وجهات النظر على الجنس البشري. وهذا ما يفسّر أيضا كيف أصبح الملابس اليابانية غربية.
يتم نشر كتاب من قبل دار النشر سروش الإيراني وأصدر إعادة الطباعة الثالثة والعشرين له في عام 2014. وقد ترجمت إلى عدة لغات، منها العربية التي ترجمها عبد الرحمن العلوي والنسخة الأردية التي ترجمها يونس الجفري.

## محتوی
وفقا لبابار أوان، ثقافة العري أو عري الثقافة تتعامل مع قضايا حقوق المرأة وارتداء الحجاب للنساء المسلمات تحت التعاليم والتقاليد الإسلامية هو مكتوب على «موضوع مثير للجدل»، ولها تأثيرات مختلفة سواء داخل المجتمعات الإسلامية والغرب. يتناول الکتاب أهمية الحجاب للمجتمعات الإسلامية، ويؤكد أن «ثقافة المجتمع تحدد نمط اللباس لها»." ثقافة العري أو عري الثقافة يذكر تأثير العوامل المختلفة على شكل وحجم الملابس، دون التحقيق في تلك الآثار أو مناقشة نوعية وحدود الملابس من وجهة نظر دينية. العلاقة بين الملابس الغربية وثقافتهم، والرأسمالية والملابس، والخلفيات التاريخية عن العري، والعلاقة بين الحجاب والثقافة الإسلامية، وتغريب الملابس اليابانية التقليدية، هي من بين المواضيع التي نوقشت في هذا الكتاب. بمقارنة "فلسفة اللباس في مرحلة ما بعد عصر النهضة في أوروبا والمجتمعات غير الغربية، يقول حداد عادل ان«الملابس الغربية قصيرة وضيقة»، بينما تلك الشرقية هي«طويلة وفضفاضة»، لأن المجتمعات لديها«مفاهيم متباينة من البشر».

## استقبال
وقد عقد حفل إطلاق الكتاب من قبل هيئة اللغة الوطنية في باكستان. ووفقا لفتح مالك، عميد كلية الجامعة الإسلامية في باكستان، کانت هناك حاجة ماسة إلي الكتاب في البيئة الاجتماعية والثقافية الحالية في باكستان. تمّ شرح الكتاب من قبل الدکتورة زهراء باميلا كريمي، أستاذ تاريخ الفن في جامعة ماساتشوستس في دارتموث. تعتقد باميلا كريمي أن هذا الكتاب هو أفضل الأمثلة التي تعبّر عن الأفكار القائمة على «ثنائيات من 'العام' و'الخاص' و'الخارجي' و'المحلي'». وفقا لباميلا كريمي، حداد عادل يدعم «التستر على أجساد النساء كطريق لحماية المجتمع الأكبر من نفوذ الرأسمالية والإمبريالية». وفقا لكريمي، هو حاول «اللّحاق بركب الحداثة وتوطينها من خلال الإسلام في نفس الوقت».